# پوریا پورسرخ
پوریا پورسرخ (زادهٔ ۴ تیر ۱۳۵۶ در تهران) بازیگر سینما و تلویزیون ایرانی است.

## زندگی
پوریا پورسرخ در تهران متولد شده و فرزند نخست خانواده است. او دارای دو خواهر و یک برادر کوچک‌تر می‌باشد. مادرش معلم زبان انگلیسی و پدرش بازنشسته از شرکت نفت است. وی فارغ‌التحصیل دکترای رشته کاراندام‌شناسی (فیزیولوژی گیاهی) می‌باشد و ورود او به عرصه بازیگری با ایفای نقش در سریال تلویزیونی فرار بزرگ رقم خورد.

## حرفه
پس از شرکت در کلاس‌های بازیگری محمد حسین لطیفی و آشنایی با وی، قرار شد پوریا پورسرخ در سال ۱۳۸۴ به عنوان دستیار لطیفی فعالیت کند؛ اما به دلیل غیاب یکی از بازیگران سریال فرار بزرگ، جای وی را پر کرد و به این ترتیب به عرصه هنر وارد شد.
در سال ۱۳۸۵، پوریا پورسرخ با ایفای نقش در سریال وفا به کارگردانی محمدحسین لطیفی به عنوان چهره‌ای نو مطرح شد و از آن پس مسیر بازیگری خود را با ایفای نقش‌های متنوع ادامه داد. همچنین وی در همان سال با ایفای نقش در فیلم روز سوم ساختهٔ محمدحسین لطیفی، نامزد بهترین بازیگر نقش اول مرد جشنواره بین‌المللی فیلم فجر گردید. وی مسیر بازیگری خود را با ایفای نقش در فیلم‌هایی نظیر آناهیتا (۱۳۸۷، به کارگردانی عزیزالله حمیدنژاد), عیار ۱۴ (۱۳۸۷، به کارگردانی پرویز شهبازی) و روز رستاخیز (۱۳۹۲، به کارگردانی احمدرضا درویش) ادامه داد. همچنین، پوریا پورسرخ در اولین فیلم سه‌بعدی سینمای ایران، آقای الف ساختهٔ علی عطشانی نقش آقای الف را بر عهده داشت. همچنین وی در مجموعهٔ تلویزیونی کیمیا به عنوان یکی از بازیگران اصلی حضور یافت.

## زندگی شخصی
پوریا پورسرخ در سال ۱۳۹۸ ازدواج کرد و به‌طور رسمی در برنامه سال تحویل ۹۹ خبر ازدواج خود را تأیید نمود.

## آثار

### سینمایی
| سال  | نام فیلم               | کارگردان          |
| ---- | ---------------------- | ----------------- |
| ۱۳۹۹ | هولیا                  | مرتضی آتش زمزم    |
| ۱۳۹۹ | تک‌خال                  | محمدحسین فرح‌بخش   |
| ۱۳۹۹ | عروس خیابان فرشته      | مهدی خسروی        |
| ۱۳۹۸ | ورود و خروج ممنوع      | امید آقایی        |
| ۱۳۹۸ | چشم‌وگوش‌بسته            | فرزاد مؤتمن       |
| ۱۳۹۸ | نقره داغ               | محسن آقاخان       |
| ۱۳۹۷ | مدیترانه               | هادی حاجتمند      |
| ۱۳۹۷ | سلام علیکم حاج آقا     | حسین تبریزی       |
| ۱۳۹۶ | به وقت خماری           | محمدحسین لطیفی    |
| ۱۳۹۶ | دخمه                   | وحید ضرابی نسب    |
| ۱۳۹۶ | پاسیو                  | مریم بحرالعلومی   |
| ۱۳۹۶ | خالتور                 | آرش معیریان       |
| ۱۳۹۴ | عشق و جنون             | حسن نجفی          |
| ۱۳۹۴ | عاشق‌ها ایستاده می‌میرند | شهرام مسلخی       |
| ۱۳۹۳ | دوربین                 | محسن توکلی        |
| ۱۳۹۳ | لامپ ۱۰۰               | سعید آقاخانی      |
| ۱۳۹۲ | قرار بعدی همان‌جا       | محسن توکلی        |
| ۱۳۹۲ | روز رستاخیز            | احمدرضا درویش     |
| ۱۳۹۱ | آقای الف               | علی عطشانی        |
| ۱۳۸۹ | آخرین سرقت             | پدرام علی‌زاده     |
| ۱۳۸۹ | گلوگاه شیطان           | حمید بهمنی        |
| ۱۳۸۹ | هر چی خدا بخواد        | نوید میهن‌دوست     |
| ۱۳۸۸ | ناسپاس                 | حسن هدایت         |
| ۱۳۸۸ | چراغ قرمز              | علی غفاری         |
| ۱۳۸۸ | شیر و عسل              | آرش معیریان       |
| ۱۳۸۸ | به دنبال خوشبختی       | بهمن گودرزی       |
| ۱۳۸۷ | آناهیتا                | عزیزالله حمیدنژاد |
| ۱۳۸۷ | خاطره                  | نادر طریقت        |
| ۱۳۸۷ | دلخون                  | محمدرضا رحمانی    |
| ۱۳۸۷ | حرکت اول               | فرهاد نجفی        |
| ۱۳۸۷ | عیار ۱۴                | پرویز شهبازی      |
| ۱۳۸۵ | روز سوم                | محمدحسین لطیفی    |
| ۱۳۸۵ | پسران آجری             | مجید قاری‌زاده     |
| ۱۳۸۵ | مصائب دوشیزه           | مسعود اطیابی      |
| ۱۳۸۵ | مهمان                  | سعید اسدی         |
| ۱۳۸۴ | جنایات و جنحه          | حمیدرضا محسنی     |

### سریال‌ها
| سال  | عنوان مجموعه             | کارگردان                                                 | شبکه                         |
| ---- | ------------------------ | -------------------------------------------------------- | ---------------------------- |
| ۱۴۰۰ | جوکر                     | حامد میرفتاحی                                            |                              |
| ۱۴۰۰ | نوار زرد ۲               | پوریا آذربایجانی                                         | شبکه ۲                       |
| ۱۴۰۰ | برف بی‌صدا می‌بارد         | پوریا آذربایجانی                                         | شبکه ۳                       |
| ۱۴۰۰ | شب‌های مافیا              | سعید ابوطالب                                             | شبکه نمایش خانگی             |
| ۱۳۹۹ | از سرنوشت (فصل ۳)        | محمدرضا خردمندان                                         | شبکه ۲                       |
| ۱۳۹۹ | ایلدا                    | راما قویدل                                               | شبکه ۱                       |
| ۱۳۹۹ | موچین                    | حسین تبریزی                                              | شبکه نمایش خانگی             |
| ۱۳۹۸ | از سرنوشت (فصل ۱، ۲ و ۳) | سید محمدرضا خردمندان (فصل ۱) علیرضا بذرافشان (فصل ۲ و ۳) | شبکه ۲                       |
| ۱۳۹۸ | به رنگ خاک               | حسن لفافیان و سید محسن یوسفی                             | شبکه ۱                       |
| ۱۳۹۸ | از یادها رفته            | بهرام بهرامیان                                           | شبکه ۱                       |
| ۱۳۹۸ | ریکاوری                  | بهادر اسدی                                               | شبکه نمایش خانگی             |
| ۱۳۹۶ | پیکسل                    | محمدحسین لطیفی                                           | شبکه نمایش خانگی             |
| ۱۳۹۵ | مرز خوشبختی              | حسین سهیلی‌زاده                                           | ویژه عید نوروز – شبکه ۲      |
| ۱۳۹۵ | برادر                    | جواد افشار                                               | ویژه ماه رمضان – شبکه ۲      |
| ۱۳۹۴ | بیمار استاندارد          | سعید آقاخانی                                             | ویژه عید نوروز – شبکه ۱      |
| ۱۳۹۴ | کیمیا                    | جواد افشار                                               | شبکه ۲                       |
| ۱۳۹۳ | شام ایرانی               | سروش صحت                                                 | شبکه خانگی (۱۳۹۴)            |
| ۱۳۹۱ | دختران حوا               | حسین سهیلی‌زاده                                           | شبکه پنج سیما                |
| ۱۳۹۱ | ماتادور                  | فرهاد نجفی                                               | شبکه یک                      |
| ۱۳۹۱ | مرد نقره‌ای               | کاظم معصومی                                              | شبکه شما                     |
| ۱۳۹۰ | مسیر انحرافی             | بهرنگ توفیقی                                             | ویژه نوروز ۱۳۹۱ – شبکه ۳     |
| ۱۳۹۰ | سقوط آزاد                | علیرضا امینی                                             |                              |
| ۱۳۸۹ | پایتخت                   | سیروس مقدم                                               | ویژه نوروز ۱۳۹۰ – شبکه ۱     |
| ۱۳۸۸ | رستگاران                 | سیروس مقدم                                               | ویژه تابستان – شبکه ۳        |
| ۱۳۸۷ | روز حسرت                 | سیروس مقدم                                               | ویژه ماه رمضان               |
| ۱۳۸۶ | شکرانه                   | سعید سلطانی                                              |                              |
| ۱۳۸۶ | ساعت شنی                 | بهرام بهرامیان                                           |                              |
| ۱۳۸۵ | صاحبدلان                 | محمدحسین لطیفی                                           | ویژه ماه رمضان               |
| ۱۳۸۵ | وفا                      | محمدحسین لطیفی                                           | ایام نوروز                   |
| ۱۳۸۴ | مسافر                    | محمد دستگردی                                             | ویژه ولادت امام رضا          |
| ۱۳۸۳ | فرار بزرگ                | محمدحسین لطیفی                                           | ویژه دهه فجر                 |
| ۱۳۸۱ | روزهای بیاد ماندنی       | همایون شهنواز / تورج منصوری                              | تولید سیما فیلم – پخش شبکه ۱ |

### تئاتر
- آلفرد (۱۳۹۸) – (تماشاخانه ایرانشهر)، به کارگردانی هادی عامل

## افتخارات
- نامزد دریافت سیمرغ بلورین بهترین بازیگر نقش اول مرد برای ایفای نقش در فیلم سینمایی روز سوم در بیست و پنجمین دوره جشنواره بین‌المللی فیلم فجر.[۸]
- نامزد دریافت تندیس حافظ بهترین بازیگر نقش اول مرد درام برای بازی در سریال کیمیا.
- نامزد دریافت تندیس حافظ بهترین بازیگر نقش اول مرد درام برای ایفای نقش در سریال وفا. [۹]
- نامزد دریافت تندیس حافظ بهترین بازیگر مرد درام برای ایفای نقش در سریال برادر.